# گرینا پارک
گرینا پارک (انگلیسی: Greena Park؛ زادهٔ ۸ ژانویهٔ ۱۹۸۵) بازیگر اهل کره جنوبی است. وی از سال ۲۰۰۳ میلادی تاکنون مشغول فعالیت بوده‌است.
از فیلم‌ها یا مجموعه‌های تلویزیونی که وی در آن‌ها نقش داشته‌است می‌توان به استوری آو واین، رؤیای فرمانروای بزرگ، فراری از چوسان و لوسیفر اشاره نمود.